# Марта Пустишек
Марта Пустишек (1917—1966) је била југословенска гимнастичка репрезентативка, која је учествовала на Олимпијским играма 1936. у Берлину и Светском првенству 1938. у Прагу.

## Биографија
Марта Пустишек је у Љубљани завршила школу и постала наставник. Дуго је била без посла. Први посао је нашла 1939. у Гентеровцима у Помурју. Тамо је остала до избијања Другог светског рата, па се вратила у Љубљану, где се придружила Ослободилној фронти. Убрзо после почетка рата Италијани су је ухапсили и послали у логор. До капитулације Италије била је у логорима на острву Раб и у Гонарсу у Италији. После капитулације је пуштена из логора и вратила се у Љубљану, али је убрзо ухапшена од стране Немаца и интернирана у Немачку, где је требало да ради као кућна помоћница.
После рата се вратила у Љубљану и радила као наставница физичког васпитања на класичној гимназији и грађевинско-техничкој школи. Пред одлазак у пензију умрла је од рака 1966. године.

## Спортска каријера
Марта Пустишек се рано почела бавити гимнастиком у тадашњем Соколу. Као успешна гинастичарка позвана је у олимпијску репрезентацију Југославије. Имала је 19 година и 173 дана, када је као најмлађи учесник у обе гимнастичке репрезентације (женској и мушкој) учествовала на Летњим олимпијским играма 1936. у Берлину. Такмичила се у дисциплини гимнастички вишебој у екипној конкуренцији за жене.
Екипу је чинило осам гимнастичарки: Душица Радивојевић, Лидија Рупник, Марта Пустишек, Олга Рајковић, Драгана Ђорђевић, Анчка Горопенко, Катарина Хрибар и Маја Вершеч. На основу збира појединачних резултата у три дисциплине, направљен је пласман у оквиру репрезентације, а шест првопласираних, од осам чланица репрезентације, такмичиле су се у другом кругу односно групној вежби. Сви резултати првог и другог дела су се сабрали и добијен је резултат и пласман екипе Југославије, која је заузела четврто место са 485,60 бодова.
Појединачни резултати Марте Пустишек
| Дисциплина         | Бодови | Пласман |
| ------------------ | ------ | ------- |
| Прескок            | 21,40  | 12      |
| Двовисински разбој | 20,20  | = 41    |
| Греда              | 20,40  | = 37    |
| Укупно             | 62,00  | = 28    |

 Знак једнакости = код појединачног пласмана значи да је делила место
Постигнутим резултатом 62,00. марта Пустишек је поделила треће место са Олгом Рајковић, па је учествовала у другом кругу - групној вежби, где су репрезентативке освојиле 	115,10 бодова што им је у укупнпм пласману донело четврто место.
Марта Пустишек је била члан репрезентације Југославије на Светском првенству 1938. у Прагу, када је у екипној конкуренцији освојила стребрну медаљу. Репрезентација се такмичила у саставу: Лидија Рупник, Аница Хафнер, Милена Скет, Елца Ковачић, Јелица Вацац, Марта Пустишек, Марта Подпац, Душица Радивојевић. Резултат који је репрезенрација постигла је износио 531,960 бодова.